# Aida Mezerna
Aida Mezerna (16 de enero de 1986) es una deportista argelina que compitió en judo. Ganó una medalla de plata en el Campeonato Africano de Judo de 2009 en la categoría de –63 kg.

## Palmarés internacional
| Campeonato Africano | Campeonato Africano     | Campeonato Africano | Campeonato Africano |
| Año                 | Lugar                   | Medalla             | Categoría           |
| ------------------- | ----------------------- | ------------------- | ------------------- |
| 2009                | Puerto Louis (Mauricio) | Medalla de plata    | –63 kg              |